# Anders Limpar
Anders Limpar (Solna, 1965. szeptember 24. –) magyar származású, svéd válogatott labdarúgó.

## Pályafutása

### Klubcsapatban
A Solnában született Limpar az IF Brommapojkarna csapatában kezdett futballozni, majd 1985-ben az akkor svéd bajnokcsapathoz, az Örgrytehez írt alá. Ezt követően légióskodott a svájci Young Boys és az olasz Cremonese csapatában, de pályafutása legjobb éveit az Arsenal csapatánál töltötte.
1990-ben szerződött a londoni csapathoz, akikkel az 1990-91-es évadban megnyerte a bajnoki címet, míg a Ligakupa és az FA-kupa sikernek sérülése miatt nem lehetett részese. A bajnoki címet hozó 1990-91-es szezonban nyújtotta pályafutása legjobb teljesítményét, összesen tizenháromszor volt eredményes az idényben, a Coventry Citynek pedig mesterhármast rúgott a bajnokságban. 1991-ben ő lett az év svéd labdarúgója. Összesen 116 tétmérkőzésen viselte az Arsenal mezét, de 1994 májusában lejáró szerződését nem újította meg.
1994 májusában 1,6 millió fontért az Evertonhoz szerződött. 1995-ben Fa-kupát és Szuperkupát nyert a liverpooli csapattal. A Wembley Stadionban rendezett kupadöntőben a győztes gólt megelőzően ő adta a passzt Paul Rideoutnak, amit a mérkőzés kommentátora a BBC-n a mérkőzés passzának nevezett. Az 1996–97-es szezon végéig játszott a Goodison Parkban.
1997. január 20-án a Birmingham City játékosa lett. 1997. február 1-jén mutatkozott be új csapatában, amelyben mindössze négy bajnokit játszott áprilisig, amikor szerződését felbontották.
Ezt követően visszatért hazájába, az AIK labdarúgója lett, majd játszott Amerikában is, de folyamatos sérülései miatt 2001 márciusában, 35 évesen befejezte pályafutását.

### A válogatottban
A svéd válogatottban 58 találkozón hat gólt szerzett, tagja volt az 1994-es labdarúgó-világbajnokságon bronzérmes csapatnak, igaz egyetlen találkozón szerepelt, csereként beállva.

### Edzőként
Visszavonulását követően edzette az AIK ifjúsági csapatát, majd a másodosztályú Sollentunánál lett másodedző. 2008 októberében, 43 évesen egy mérkőzésen pályára lépett a csapatban.

## Sikerei, díjai

### Klub
Arsenal
- Angol bajnok (1): 1991[4]

Everton
- FA-kupa (1): 1995[3]
- Charity Shield (1): 1995[11]

AIK
- Svéd bajnok (1): 1998[11]
- Svéd kupagyőztes (1): 1999

Djurgårdens IF
- Svéd másodosztályú bajnok (1): 2000

### Válogatott
Svédország
- King's Cup (1): 1996
- Labdarúgó-világbajnokság (1): 1994, bronzérmes[13]

### Egyéni
- Az év svéd labdarúgója (1): 1991[5]
- IF Brommapojkarna Hall of Fame: 2014[14][15]